# سكيب هيكس
سكيب هيكس (بالإنجليزية: Skip Hicks)‏ هو لاعب كرة قدم أمريكية ولاعب كرة القدم الكندية أمريكي، ولد في 13 أكتوبر 1974 في كورسيكانا في الولايات المتحدة.

## وصلات خارجية
- سكيب هيكس على موقع مرجع كرة القدم المحترفة.كوم (الإنجليزية)